# Gran Premio Diputacion De Salamanca
Gran Premio Diputacion De Salamanca — ежегодные легкоатлетические соревнования, которые проводились на стадионе Estadio El Helmántico в Саламанке (Испания). В 2009 году состоялись в последний 35-й раз. С 2010 года отменены в связи с финансовыми трудностями.

## Мировые рекорды
За годы проведения соревнований, здесь были установлены следующие мировые рекорды:
| Дата            | Вид             | Атлет            | Результат     |
| --------------- | --------------- | ---------------- | ------------- |
| 18 июля 1995    | Тройной прыжок  | Джонатан Эдвардс | 17,98 м — WR* |
| 8 сентября 1988 | Прыжок в высоту | Хавьер Сотомайор | 2,43 м — WR*  |
| 27 июля 1993    | Прыжок в высоту | Хавьер Сотомайор | 2,45 м — WR   |